# Weltklasse Zürich 2010
Weltklasse Zürich 2010 byl lehkoatletický mítink, který se konal 19. srpna 2010 ve švýcarském Curychu. Byl součástí série mítinků Diamantové ligy 2010.

## Výsledky
- Archiv výsledků zde [1]

### Muži
| Disciplína      | 1. místo               | 2. místo                    | 3. místo                  |
| 200 m           | Wallace Spearmon 19,79 | Yohan Blake 19,86           | Ryan Bailey 20,10         |
| 400 m           | Jeremy Wariner 44,13   | Jermaine Gonzales 44,51     | Angelo Taylor 44,72       |
| 5000 m          | Tariku Bekele 12:55,03 | Imane Merga 12:56,34        | Chris Solinsky 12:56,45   |
| 110 m překážek  | David Oliver 12,93     | Dwight Thomas 13,25         | Ryan Wilson 13,26         |
| 3000 m překážek | Ezekiel Kemboi 8:01,74 | Paul Kipsiele Koech 8:05,48 | Bouabdellah Tahri 8:07,20 |
| Skok do výšky   | Ivan Uchov 229 cm      | Jesse Williams 226 cm       | Alexandr Šustov 226 cm    |
| Skok daleký     | Dwight Phillips 820 cm | Christian Reif 811 cm       | Chris Tomlinson 797 cm    |
| Hod diskem      | Robert Harting 68,64 m | Piotr Małachowski 68,48 m   | Mario Pestano 66,49 m     |

### Ženy
| Disciplína     | 1. místo                            | 2. místo                    | 3. místo                       |
| 100 m          | Veronica Campbellová-Brownová 10,89 | Carmelita Jeterová 10,89    | Marshevet Myers 10,97          |
| 400 m          | Allyson Felixová 50,37              | Debbie Dunnová 50,57        | Amantle Montshoová 50,63       |
| 1500 m         | Nancy Langat 4:01,01                | Gelete Burkaová 4:02,26     | Stephanie Twell 4:02,54        |
| 400 m překážek | Kaliese Spencerová 53,33            | Zuzana Hejnová 54,54        | Ajoke Odumosu 55,11            |
| Skok o tyči    | Fabiana Murerová 481 cm             | Světlana Feofanovová 471 cm | Silke Spiegelburgová 461 cm    |
| Skok daleký    | Brittney Reeseová 689 cm            | Ljudmila Kolčanovová 673 cm | Irène Pusterla 670 cm          |
| Vrh koulí      | Nadzeja Astapčuková 20,63 m         | Valerie Viliová 20,02 m     | Jill Camarena-Williams 19,50 m |
| Hod oštěpem    | Christina Obergföllová 67,31 m      | Barbora Špotáková 65,34 m   | Linda Stahlová 63,30 m         |